# Seniorat Plymouth PNKK
Seniorat Plymouth PNKK (Plymouth Seniorate) – seniorat (dekanat) diecezji centralnej Polskiego Narodowego Kościoła Katolickiego w USA i Kanadzie (PNKK) położony w Stanach Zjednoczonych Ameryki Północnej. Parafie senioratu znajdują się w stanie Pensylwania. Seniorem (dziekanem) senioratu jest ks. Tadeusz Dymkowski z Wilkes-Barre.

## Parafie senioratu Plymouth
- parafia Zmartwychwstania Pańskiego w Edwardsville, proboszcz: ks. Lucjan Urbaniak
- parafia św. Jana Chrzciciela we Frackville, proboszcz: ks. Robert Plichta
- parafia św. Jana Chrzciciela w Hazleton, proboszcz: ks. Bogusław Janiec
- parafia św. Piotra i Pawła w McAdoo, proboszcz: ks. Bogusław Janiec
- parafia św. Józefa w Middleport, proboszcz: ks. Ryszard Wosiak
- parafia Najświętszego Imienia Pana Jezusa w Nanticoke, proboszcz: wakat
- parafia Dobrego Pasterza w Plymouth, proboszcz: ks. Lucjan Urbaniak
- parafia św. Krzyża w Wilkes-Barre, proboszcz: ks. sen. Tadeusz Dymkowski